# 马恩河畔马尔奈
马恩河畔马尔奈（法語：Marnay-sur-Marne，法語發音：[maʁnɛ syʁ maʁn]）是法国上马恩省的一个市镇，属于肖蒙区。

## 地理
马恩河畔马尔奈（48°0'37"N, 5°14'13"E）面积10.62 平方千米，位于法国大東部大區上马恩省，该省份为法国东北部内陆省份，北起马恩省和默兹省，西接奥布省，西南接科多尔省，东南接上索恩省，东临孚日省。
与马恩河畔马尔奈接壤的市镇（或旧市镇、城区）包括：法沃罗勒、富兰、莱丰、普朗日、马恩河畔沃塞涅、叙兹河畔维利耶。

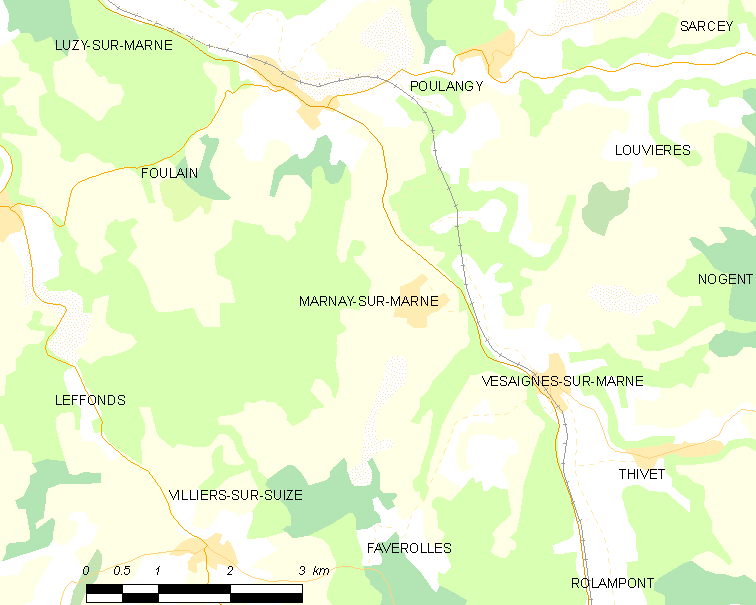
马恩河畔马尔奈的OSM定位图

马恩河畔马尔奈的时区为UTC+01:00、UTC+02:00（夏令时）。

## 行政
马恩河畔马尔奈的邮政编码为52800，INSEE市镇编码为52315。

## 政治
马恩河畔马尔奈所属的省级选区为诺让县。

## 人口

1962-2008年间马恩河畔马尔奈人口变化图示

马恩河畔马尔奈于2022年1月1日时的人口数量为333人。